# Guendalina Buffon
Guendalina Buffon (Carrara, 14 maggio 1973) è un'ex pallavolista italiana.

## Biografia
È sorella maggiore del portiere di calcio Gianluigi e dell'ex pallavolista Veronica. Assieme alla sua famiglia possiede l'hotel Stella della Versilia a Marina di Massa, sia una società immobiliare e il 17% della partecipata che lo gestisce.

## Carriera
Ha esordito nella massima serie del campionato italiano con la Pallavolo Sirio Perugia, vincendo la Coppa Italia nel 1992. Ha giocato per quattro anni nel Matera in Serie A1. Con la squadra lucana è riuscita anche a vincere la Coppa Campioni 1995-1996: in finale contro le russe dell'Uralochka Ekateninburg il Matera si impose per 3 a 2 e Buffon fu eletta miglior servizio della final four che si disputò quell'anno a Vienna. Si è ritirata nel 2001.
Fu uno dei punti di forza della nazionale italiana femminile di pallavolo e giocò da titolare gli Europei del 1993 a Brno in Repubblica Ceca e i Mondiali 1994, dove le azzurre non superarono però la fase a gironi.

## Palmarès

### Club

#### Competizioni nazionali
- Coppa Italia: 1

Sirio Perugia: 1991-1992

#### Competizioni internazionali
- Coppa dei Campioni: 1

Matera: 1995-1996